# 第一千个男人
《第一千个男人》（韓語：천 번째 남자），為MBC電視臺於2012年8月17日起製播的韓國電視劇，於韓國時間每週五晚間9:55播出一集。

## 劇情簡介
讲述九尾狐吃了999个肝，要获得真心爱着自己的第一千个男人的肝的过程。

## 演员阵容
- 強藝元 饰演 具美珍（九尾珍）

具美貌的姐姐，只欠一個肝就能成為人類，不過時間只剩下三個月。而她那最後一個肝是要男人親自送给她。
- 李天熙 饰演 金应硕

LAST餐厅的老板，只接受生命快要到盡頭的客人預約，只剩下三個月的壽命。
- 全美善 饰演 具美善（九尾善）

美珍美貌的母亲，美容院的社長，现已成为人类。
- 優鉉 饰演 南优铉

喜歡具美貌的單純可愛男孩。是金聖圭的最好朋友。
- 孝敏 饰演 具美貌（九尾狐）

具美珍的妹妹，有着“一打十披”的历史，曾喜歡金应硕。现已成为人类。
- 徐慶錫 飾演 徐慶錫

LAST餐厅的廚師長，亦是LAST餐厅唯一一個廚師。
- 朴正赫 飾演 朴正赫

具美善的秘書，喜歡具美善。

### 客串出演
- 朴芝妍 饰演 藝人韓露

為女主角一家的親戚，差三个肝就成人类的九尾狐。已消失。
- 金聖圭 飾演 金聖圭

是南優鉉的最好朋友。
- 吳珉錫 飾演 吳珉錫

喜歡具美珍，曾向具美珍求婚。
- 振永 飾演 金民奎（少年）

曾與具美珍為同學，亦曾喜歡具美珍。
- 宰孝

## 外部連結
- 韓國MBC （页面存档备份，存于）